# Francisco Lleroa y Salas
Francisco Lleroa y Salas, més conegut com a Francisco Salas, (Granada, 1812 - Madrid, 1875) fou un cantant espanyol. Estava casat amb l'eminent actriu Bárbara Lamadrid. Malgrat de nen havia donat proves de gran afició a la música, no va poder començar els estudis fins al 1829, i l'any següent es traslladà a Madrid i entrà com a corista en un teatre d'òpera italiana, ensems que estudiava amb el cantant València, amb el músic major anomenat Valero i amb el cèlebre Reart, autor de l'himne de Riego. La circumstància per a ell favorable d'estar malalt un partiquí del teatre en què actuava, li proporcionà ocasió de donar-se conèixer, i des de llavors fins al 1847 formà sempre part com a primer baix caricat o bufo de les companyies d'òpera que actuaven a Madrid. Però el seu major timbre de glòria és haver fundat, al costat dels compositors Gaztambide i Barbieri i l'escriptor Olona, la sarsuela espanyola, a la que Salas prestà el seu valuós concurs personal, fent el sacrifici de renunciar a l'òpera, en què assolí llorers, com els assolí després d'interpretar els principals personatges de les obres escrites per aquells.